# Vagner Gonçalves
Vagner José Dias Gonçalves (* 10. Januar 1996 in Mindelo) ist ein kap-verdischer Fußballspieler.

## Karriere

### Verein
Vagner begann seine Laufbahn in der Jugend des Gil Vicente FC in Portugal. Im September 2015 wurde er in den festen Kader der ersten Mannschaft befördert. Im selben Monat gab er gegen die Reserve von Benfica Lissabon am 8. Spieltag sein Ligadebüt in der zweitklassigen Segunda Liga, als er in der zweiten Halbzeit eingewechselt wurde. Bis Saisonende absolvierte er 25 Partien in der zweiten portugiesischen Liga, in denen er zwei Tore erzielte. Nachdem er in der folgenden Spielzeit nicht für Gil Vicente zum Einsatz gekommen war, wechselte er im Sommer 2017 nach Frankreich zur AS Saint-Étienne. In seiner Premierensaison bei ASSE bestritt der Flügelspieler vier Spiele in der Ligue 1. Zudem kam er 13-mal für die zweite Mannschaft in der fünftklassigen National 3 zum Einsatz und schoss dabei sechs Tore. Die Reserve stieg schlussendlich in die National 2 auf. Vagner absolvierte in der Folgesaison zwölf Partien in der vierthöchsten französischen Spielklasse, in denen er fünf Treffer erzielte. Im Januar 2019 schloss er sich auf Leihbasis dem Zweitligisten AS Nancy an. Er avancierte zum Stammspieler und absolvierte bis Saisonende 18 Spiele in der Ligue 2, wobei er sechsmal traf. In der nächsten Spielzeit kam er anfangs erneut regelmäßig zum Einsatz und schoss in 15 Spielen in der zweiten Liga Frankreichs sieben Tore. Ab Dezember 2019 fiel er jedoch aufgrund einer Knöchelverletzung bis zum COVID-bedingten Saisonabbruch aus. Nach Leihende wechselte er im Sommer 2020 zum FC Metz. In Metz kam der meist als Einwechselspieler eingesetzte Stürmer bis Saisonende zu 26 Spielen in der Ligue 1, in denen er vier Tore schoss. Nach drei weiteren Ligapartien für Metz wurde Vagner im Sommer 2021 an den Schweizer Erstligisten FC Sion verliehen. Im Jahr darauf folgte eine Leihe zum belgischen Erstligisten RFC Seraing. Gonçalves bestritt 23 von 27 möglichen Ligaspielen für Seraing, in denen er vier Tore schoss, sowie zwei Pokalspiele mit zwei Toren. Zum Saisonende stieg Seraing in die Division 1B ab. Anfang September 2023 wurde der Vertrag zwischen Gonçalves und Metz im gegenseitigen Einverständnis ausgelöst. Nach einem halben Jahr ohne Verein schloss er sich im Januar 2024 dem polnischen Verein Radomiak Radom an.

### Nationalmannschaft
Vagner debütierte am 1. Juni 2018 im Freundschaftsspiel gegen Algerien für die kap-verdische A-Nationalmannschaft, als er wenige Minuten vor Spielende eingewechselt wurde.